# 今池 (名古屋市)
今池（いまいけ）は、愛知県名古屋市千種区の町名。現行行政地名は今池一丁目から今池五丁目。住居表示実施済み。名古屋市の代表的な歓楽街・繁華街の一つ。

## 地理

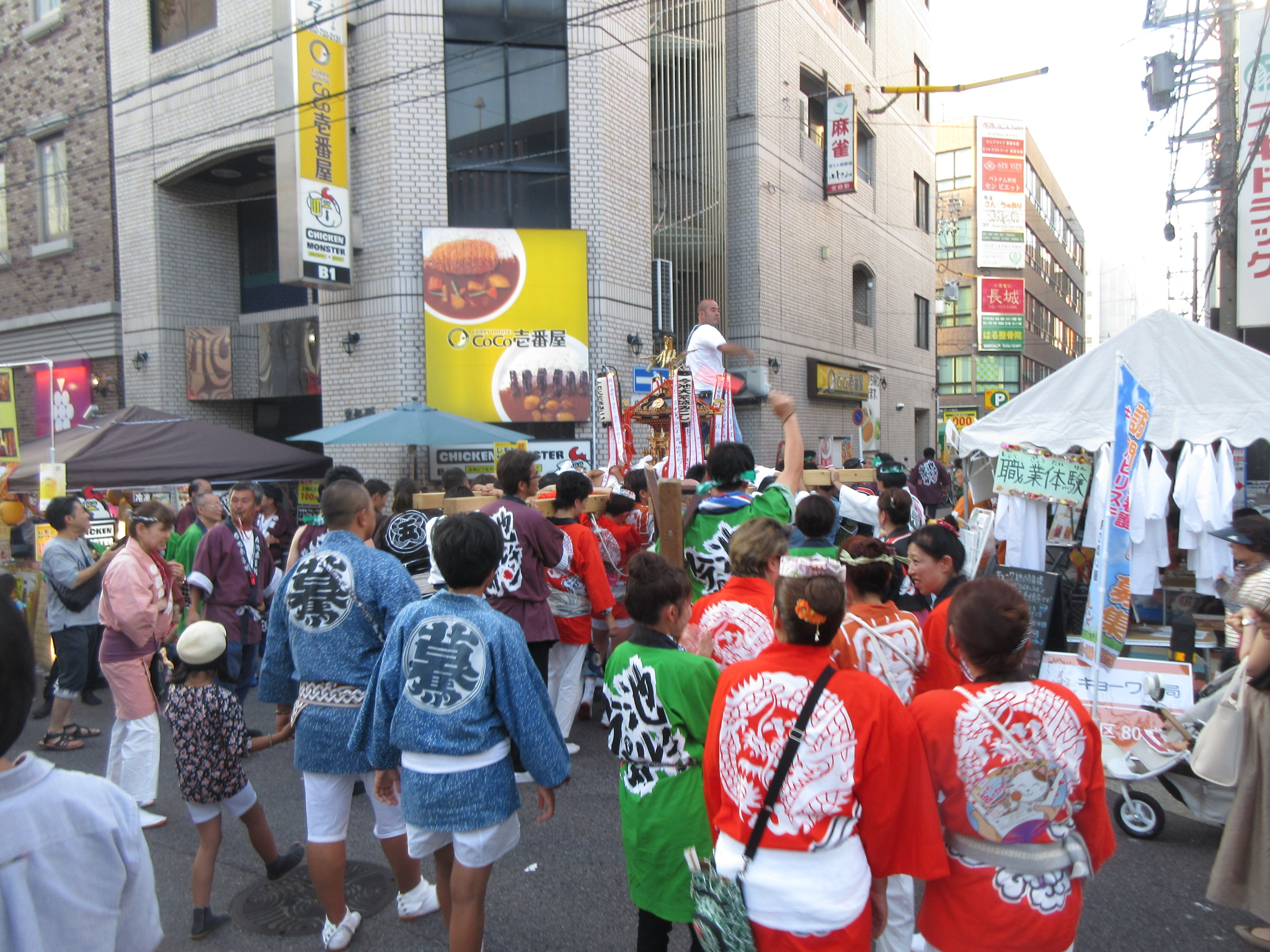
1989年から毎年秋に開催されている「今池まつり」

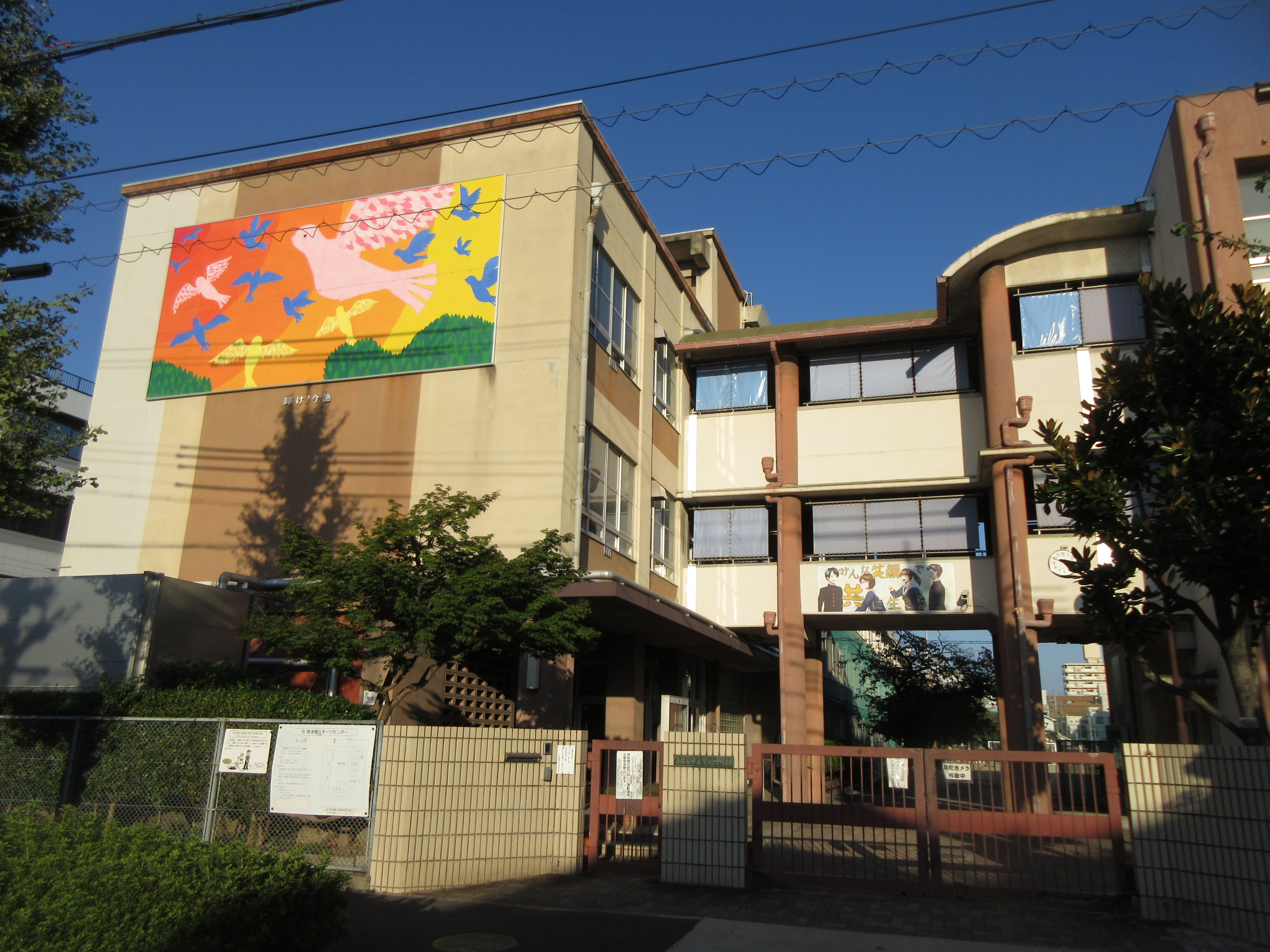
名古屋市立今池中学校

### 町名としての今池
町名としては、北は内山、北東は仲田、東は春岡、南は今池南・千種通（大久手交差点の一点で接する）、南西は千種、西は千種区新栄及び中区新栄、北西は東区葵に接する。
最寄り駅は、名古屋市営地下鉄東山線・桜通線の今池駅である。

### 広域地名としての今池
町名にとらわれない広域地名として呼称される事例もある。
古くからの繁華街・歓楽街で、昔は市電、現在は地下鉄の交叉点にあたり、公共交通における要のひとつである。名古屋市東部の副都心とも位置づけられている。商店や飲食店が密集するほか、イオン・ピアゴなどの大型スーパーなども出店している。また、かつては映画館も多数存在していた。
ライブハウスが多く、映画館、ミニシアターなどもあり、名古屋を代表するカウンターカルチャーの発信地である。また、台湾ラーメンの元祖とされる味仙や、その他多くの中華料理店、個性的なラーメン店やカフェやファストフード店、良心的な価格で飲める居酒屋、気軽に入れる寿司店など、名古屋屈指の大衆グルメの街でもある。サウナやカプセルホテルなどの宿泊施設も多いが、近隣の春岡、高見などは閑静な住宅街としての一面も持っている。

## 歴史

### 町名の由来

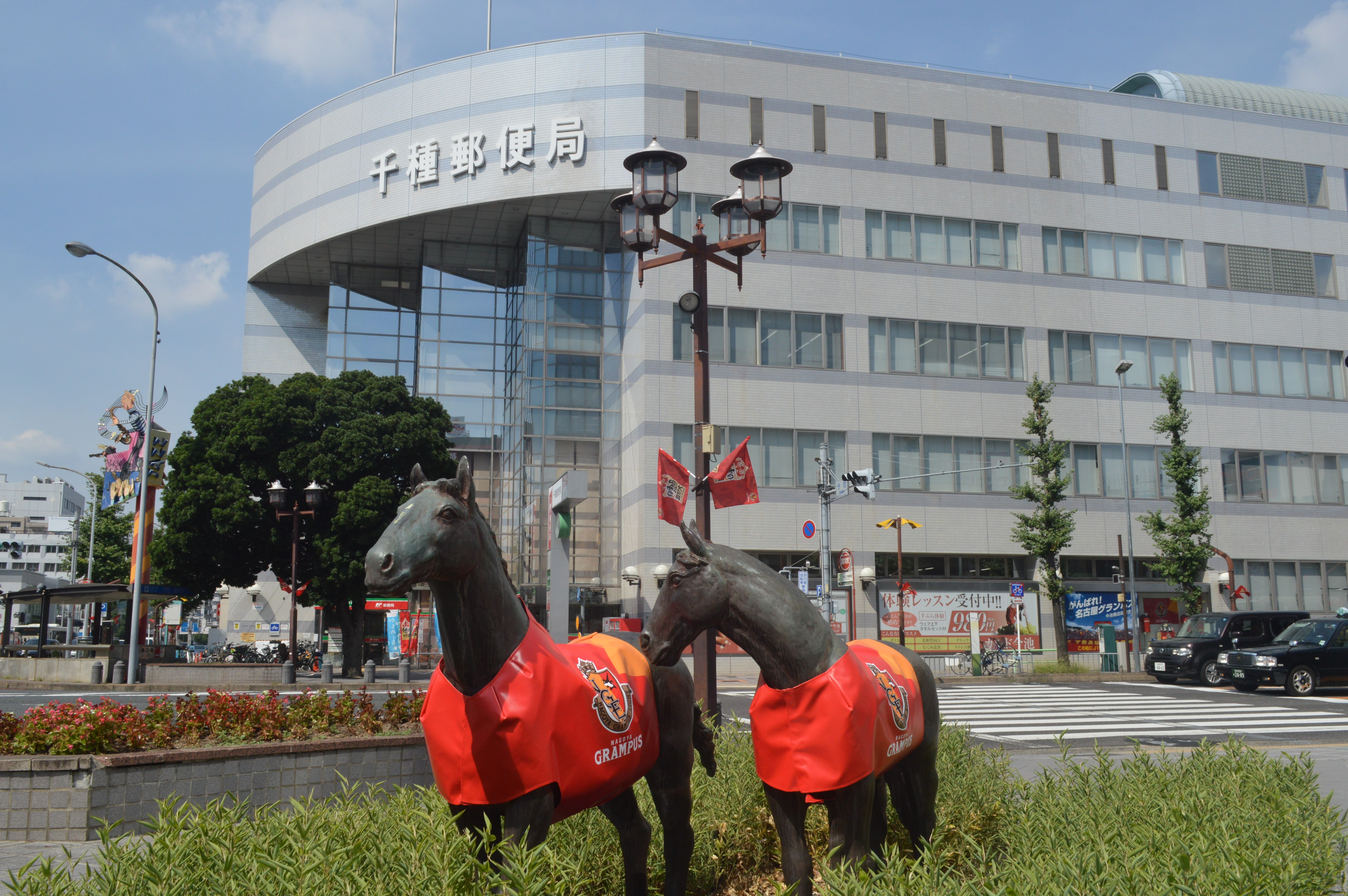
千種郵便局と銅像「出合い ふれあい 親子馬」

現在の今池中学校周辺にかつてあった農業用のため池である「今池」および今池新田に由来する。今池は、江戸時代には伝馬役の馬の水浴びに利用されていたことから馬池とも呼ばれていた。今池交差点の角には、それにちなんで馬の親子の銅像がある。

### 沿革

#### 今池町
- 1935年（昭和10年）11月5日 - 東区千種町の一部より、同区今池町が成立[3]。
- 1936年（昭和11年）5月1日 - 千種町の一部を編入[3]。
- 1937年（昭和12年）10月1日 - 分区に伴い、千種区所属となる[3]。
- 1938年（昭和13年）6月1日 - 千種町の一部を編入[3]。
- 1979年（昭和54年）5月5日 - 全域が今池一・三丁目となり廃止[3]。

#### 今池
- 1979年（昭和54年）5月5日 - 以下の通り、今池一〜三丁目が成立[3]。
  - 一丁目 - 今池町・覚王山通・千種町・元古井町・千種通・宮西町の各一部
  - 二丁目 - 宮西町・覚王山通・千石町・千種町・千種本町・元古井町の各一部
  - 三丁目 - 今池町・古井ノ坂町・千種町・千種通・元古井町の各一部
- 1980年（昭和55年）11月23日 - 以下の通り、今池四〜五丁目が成立[3]。
  - 四丁目 - 神田町・覚王山通・千種町・都通・若竹町の各一部
  - 五丁目 - 千種町・覚王山通の各一部
  - 覚王山通・千種町の各一部を一〜二丁目へ編入。
- 1984年（昭和59年）5月5日 - 青柳町・大久手町・覚王山通・小松町・千種町・千種通・春岡通の各一部を五丁目へ編入[3]。

## 世帯数と人口
2019年（平成31年）1月1日現在の世帯数と人口は以下の通りである。
| 丁目       | 世帯数    | 人口    |
| ---------- | --------- | ------- |
| 今池一丁目 | 954世帯   | 1,340人 |
| 今池二丁目 | 859世帯   | 1,441人 |
| 今池三丁目 | 1,465世帯 | 2,242人 |
| 今池四丁目 | 615世帯   | 786人   |
| 今池五丁目 | 1,606世帯 | 2,131人 |
| 計         | 5,499世帯 | 7,940人 |

### 人口の変遷
国勢調査による人口および世帯数の推移。
| 1995年（平成7年）  | 4,257世帯 7,726人 |  |
| 2000年（平成12年） | 4,550世帯 7,696人 |  |
| 2005年（平成17年） | 5,109世帯 8,047人 |  |
| 2010年（平成22年） | 5,898世帯 8,848人 |  |
| 2015年（平成27年） | 6,542世帯 9,163人 |  |

## 学区
市立小・中学校に通う場合、学校等は以下の通りとなる。また、公立高等学校に通う場合の学区は以下の通りとなる。なお、小学校は学校選択制度を導入しておらず、番毎で各学校に指定されている。
| 丁目       | 番・番地等 | 小学校                                                         | 中学校               | 高等学校 |
| ---------- | ---------- | -------------------------------------------------------------- | -------------------- | -------- |
| 今池一丁目 | 全域       | 名古屋市立内山小学校 名古屋市立千石小学校                      | 名古屋市立今池中学校 | 尾張学区 |
| 今池二丁目 | 全域       | 名古屋市立内山小学校 名古屋市立千種小学校 名古屋市立千石小学校 | 名古屋市立今池中学校 | 尾張学区 |
| 今池三丁目 | 全域       | 名古屋市立千種小学校                                           | 名古屋市立今池中学校 | 尾張学区 |
| 今池四丁目 | 全域       | 名古屋市立内山小学校                                           | 名古屋市立今池中学校 | 尾張学区 |
| 今池五丁目 | 全域       | 名古屋市立春岡小学校                                           | 名古屋市立若水中学校 | 尾張学区 |

## 交通

### 鉄道
名古屋市営地下鉄東山線・桜通線の今池駅が、今池五丁目に所在している。地下鉄駅は概ね、名古屋市道名古屋環状線と錦通が交差する今池北交差点の地下に位置している。東山線は東西に貫通し、桜通線は南北に貫通しているが北へ出るとすぐに西へカーブする。名古屋環状線をそのまま北の大曽根方面へ直行する地下鉄路線は存在しない。
このほか、JR中央本線・市営地下鉄東山線の千種駅も比較的近い。

### 路線バス
当地を通過する複数の路線を、名古屋市営バスが運行している。
今池を通る系統として、吹上11（大曽根・吹上・御器所通起点）、千種11（千種駅前・砂田橋起点）、千種13（千種駅前・緑ヶ丘住宅起点）、八事12（千種駅前・島田一ツ山起点）、千種巡回（地下鉄自由ヶ丘起点）、東巡回（大曽根・茶屋ヶ坂起点）、池下11（池下・猪高車庫起点）および深夜1（栄・藤が丘起点）の各系統がある。
その他、今池一丁目には東名ハイウェイバスの「千種駅前」バス停（名古屋駅方面に向かう降車専用）がある。

### 道路
- 広小路通（愛知県道60号名古屋長久手線）
- 錦通
- 環状線（名古屋市道名古屋環状線）

## 施設
町名としての今池に所在するものを挙げる。

### 今池一丁目

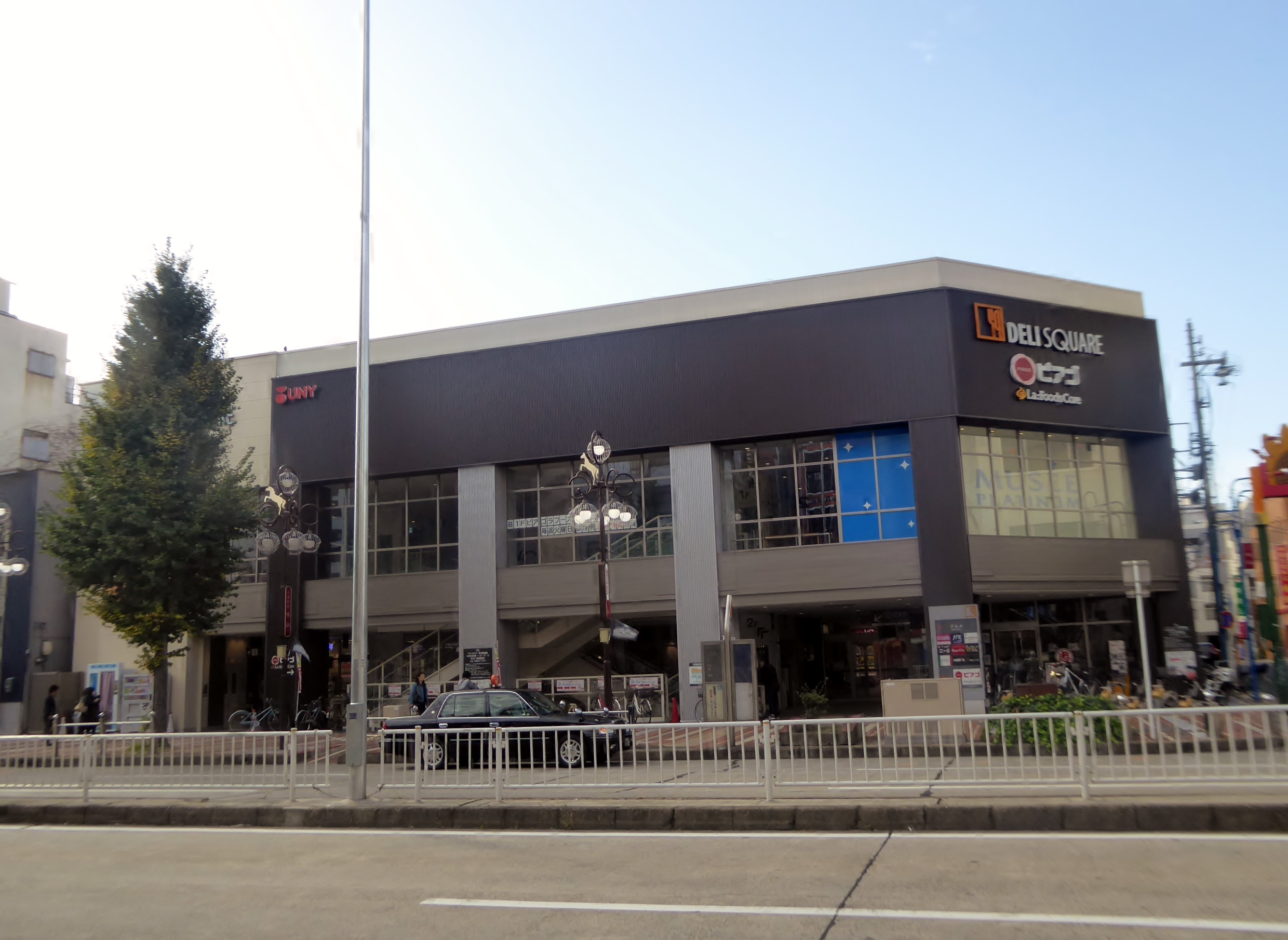
デリスクエア
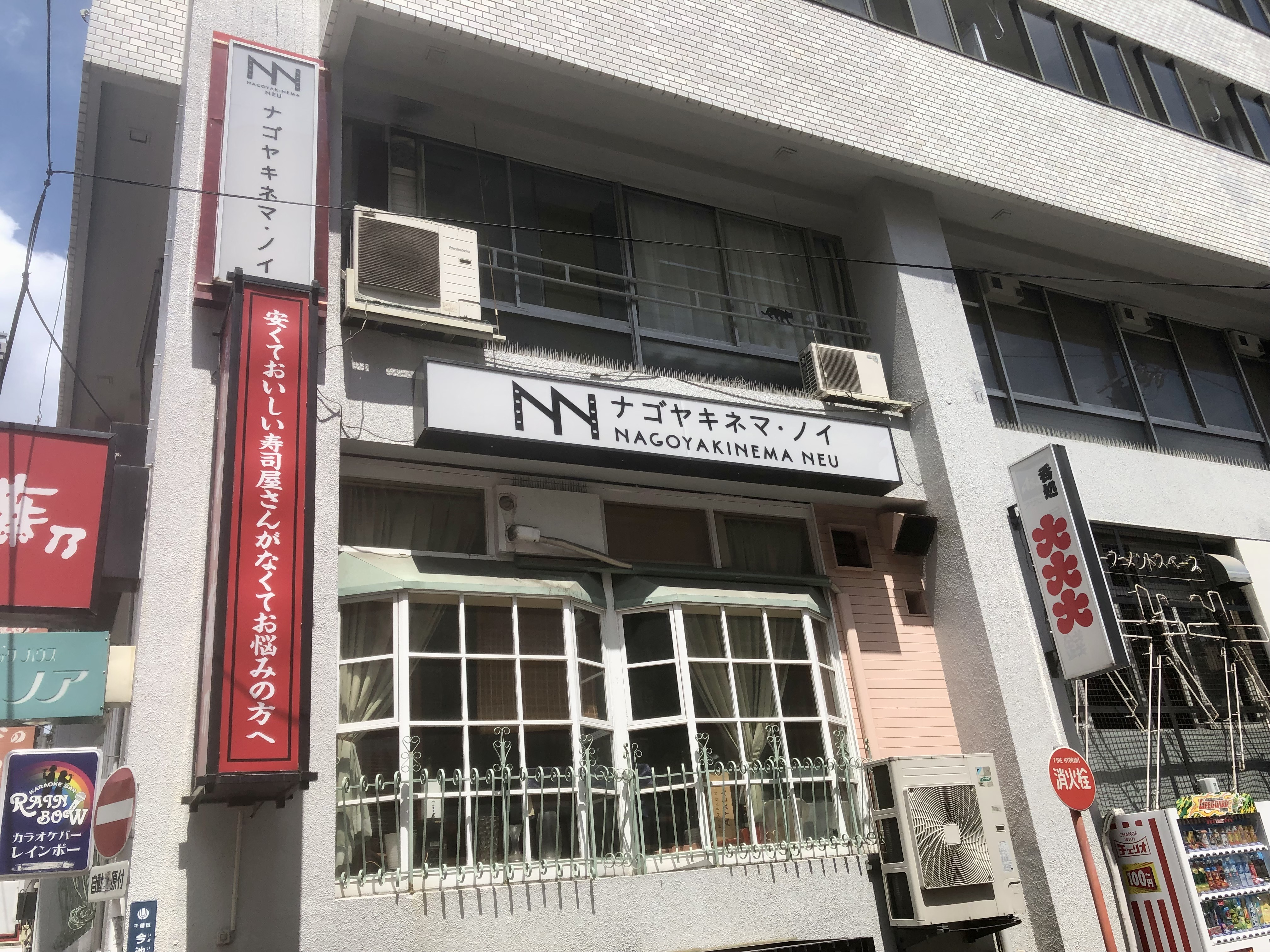
ナゴヤキネマ・ノイ
- 東海東京証券今池支店
- 今池ガスビル
- 三菱UFJ銀行今池支店
- 十六銀行今池支店
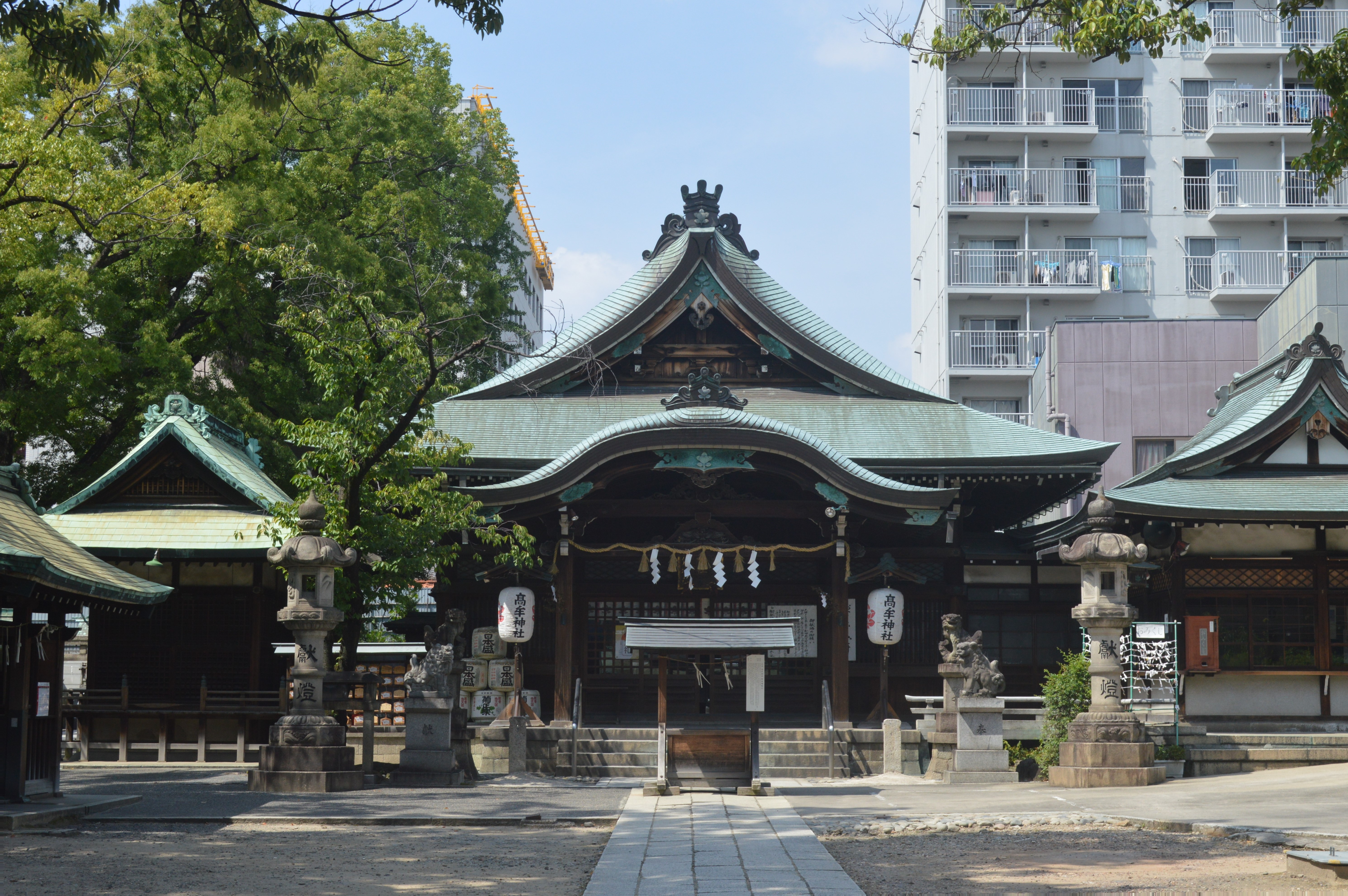
高牟神社
- 光正院
- 善久寺
- コメダ珈琲店 今池店[4]
- 今池公園
- 中国料理ピカイチ

中日ドラゴンズのOBや球団ファンに愛される中華料理店として知られる。2020年の時点で創業から55年を数える。
- 中屋パン

1936年（昭和11年）3月創業のパン屋。創業者の平井博は東海製菓を脱サラし、中屋商店として開業。平井の出身地である岡崎市中村町に由来するが、同業に「新宿中村屋」があったために同名衝突を避けるため中屋とした。当初は東海製菓製品の販売を行っていたが、1937年（昭和12年）にパン製造および卸売を開始。卸売は1965年（昭和40年）ごろまで続けられた。1945年（昭和20年）5月14日の名古屋空襲により店の焼失を経験している。戦後は1965年（昭和40年）ごろに中屋ビルが建つほどの復興を遂げた。酒種を使ったあんドーナツは、1日1000個ほど売れる店の看板商品となっている。
- デリスクエア
- ナゴヤキネマ・ノイ
- 高牟神社

### 今池二丁目
- 河合塾千種校

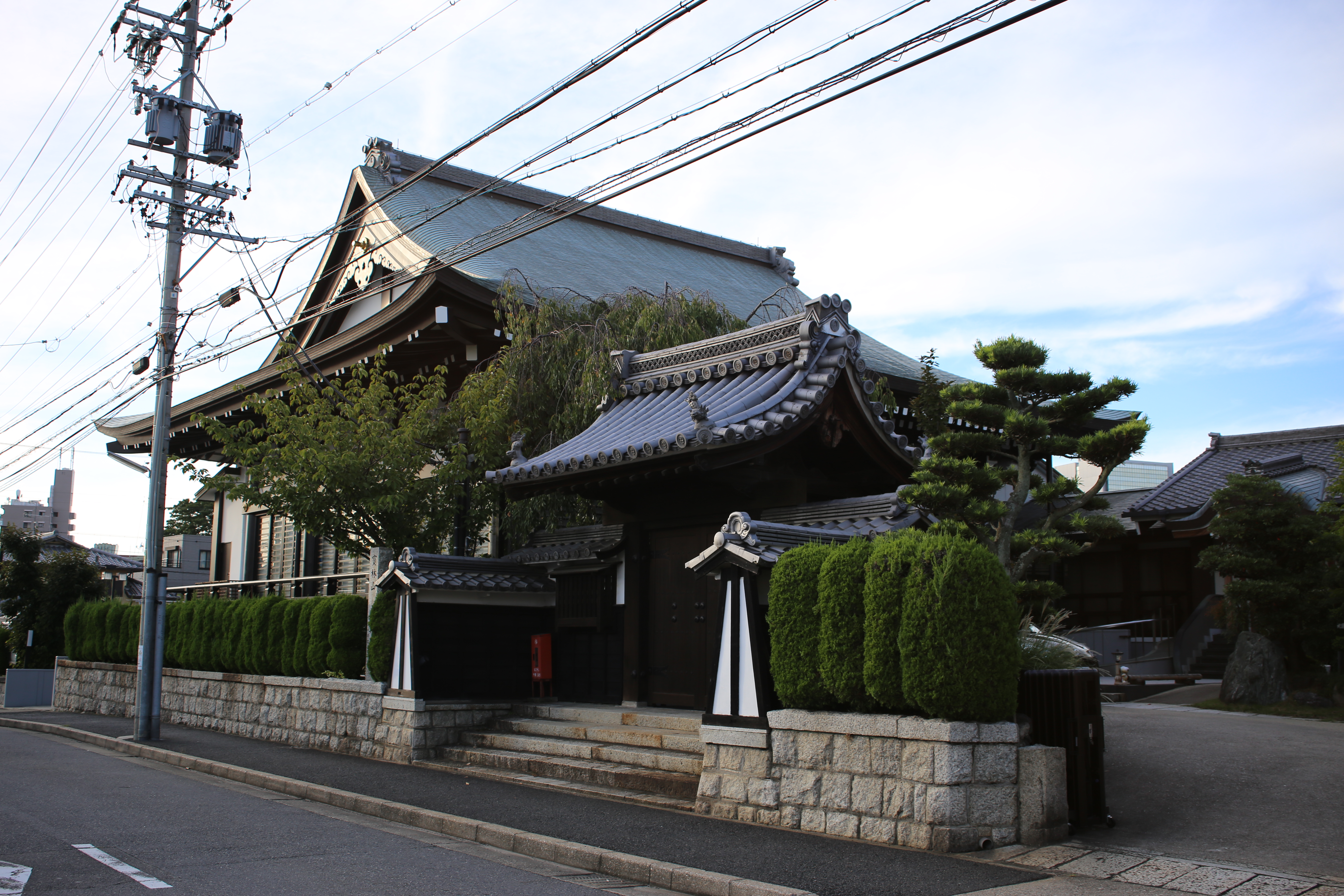
光専寺

- 光専寺

### 今池三丁目
- 三洋物産本社
- あいち銀行今池中央支店・振甫支店
- イオ信用組合今池支店

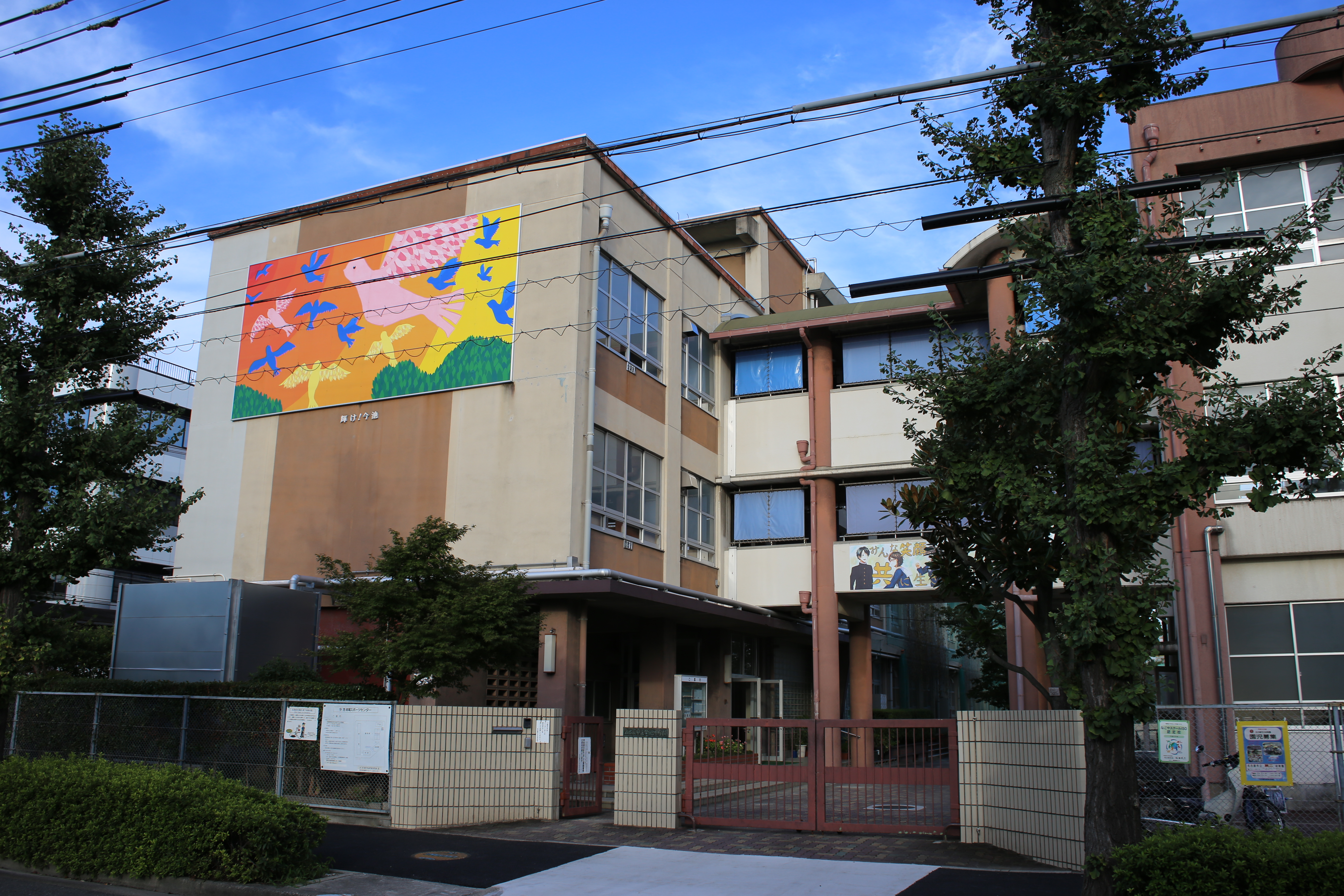
名古屋市立今池中学校
- 名古屋ルーテル幼稚園

- 名古屋市立今池中学校

### 今池四丁目

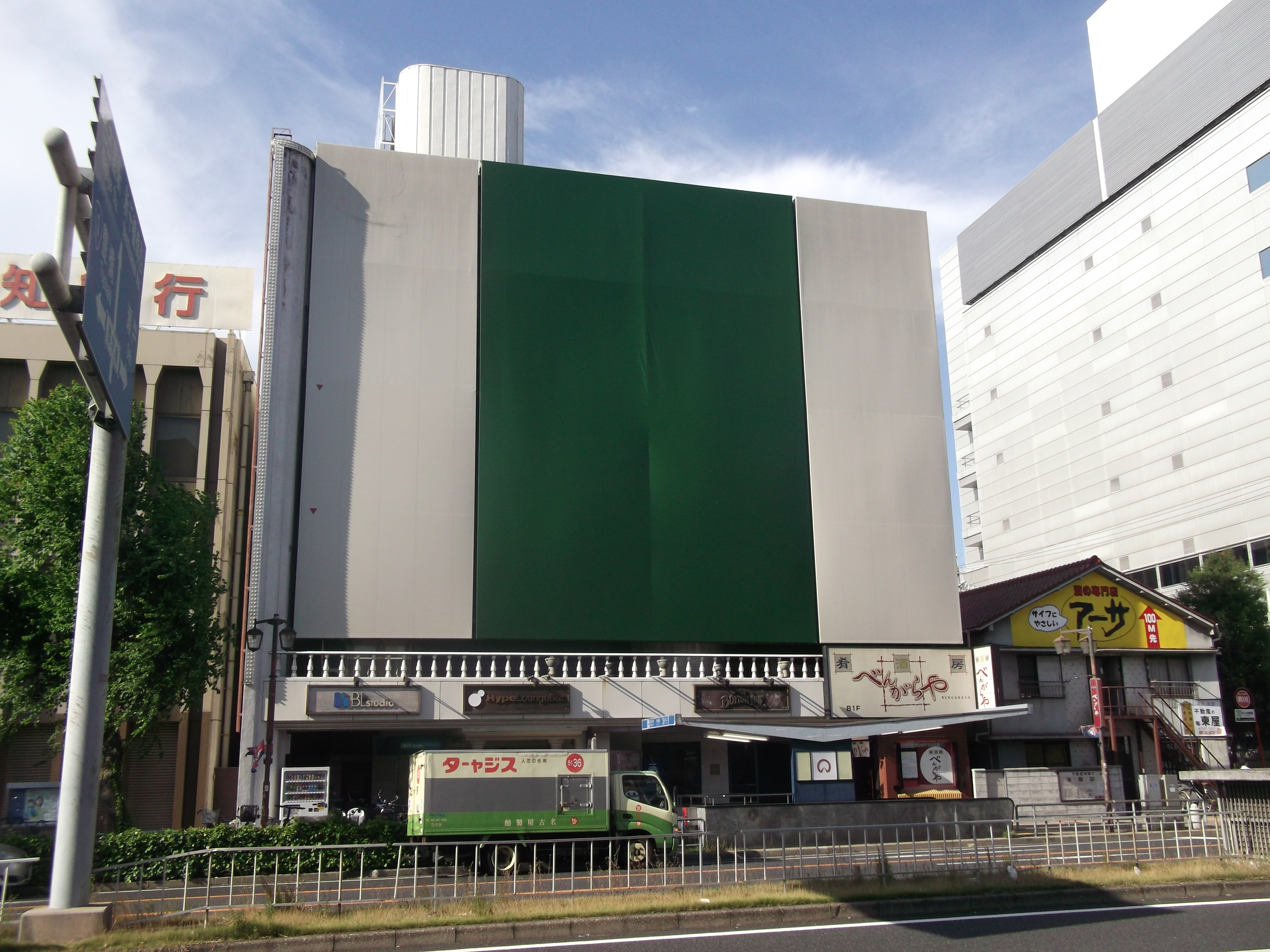
名古屋ボトムライン
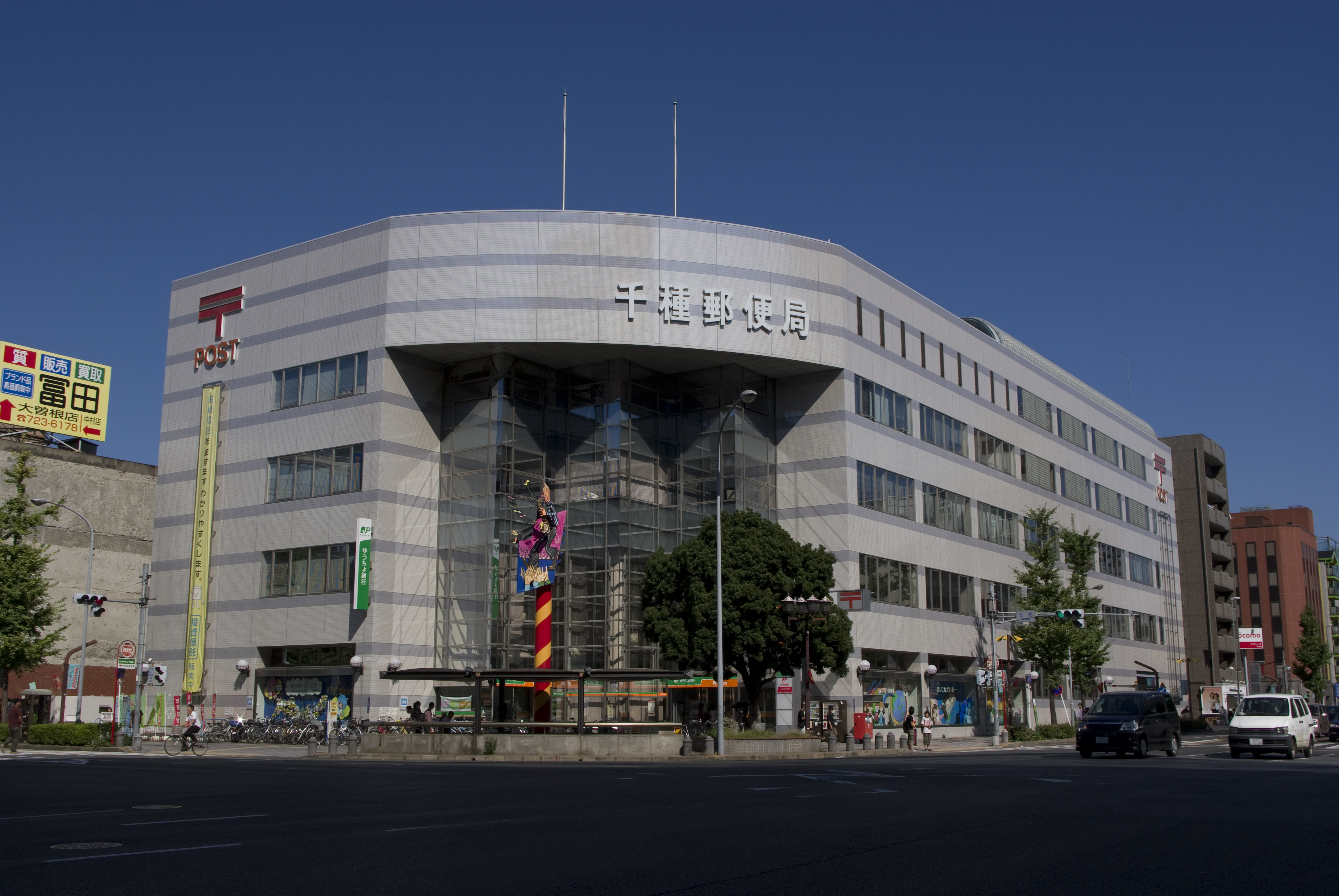
千種郵便局
- あいち銀行今池支店
- あいち造形デザイン専門学校

- 名古屋ボトムライン
- 千種郵便局

### 今池五丁目

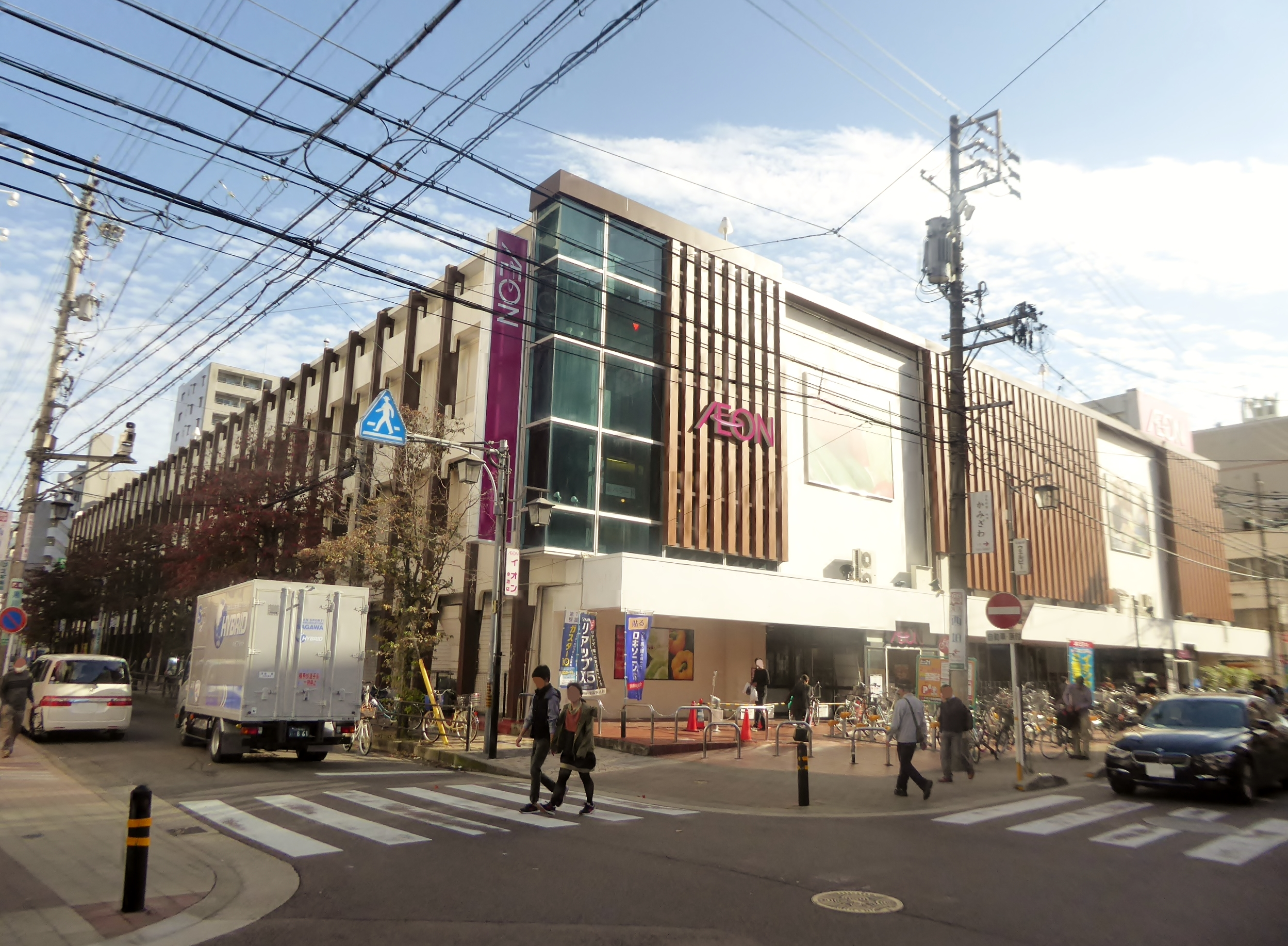
イオン今池店（旧・ダイエー今池店）
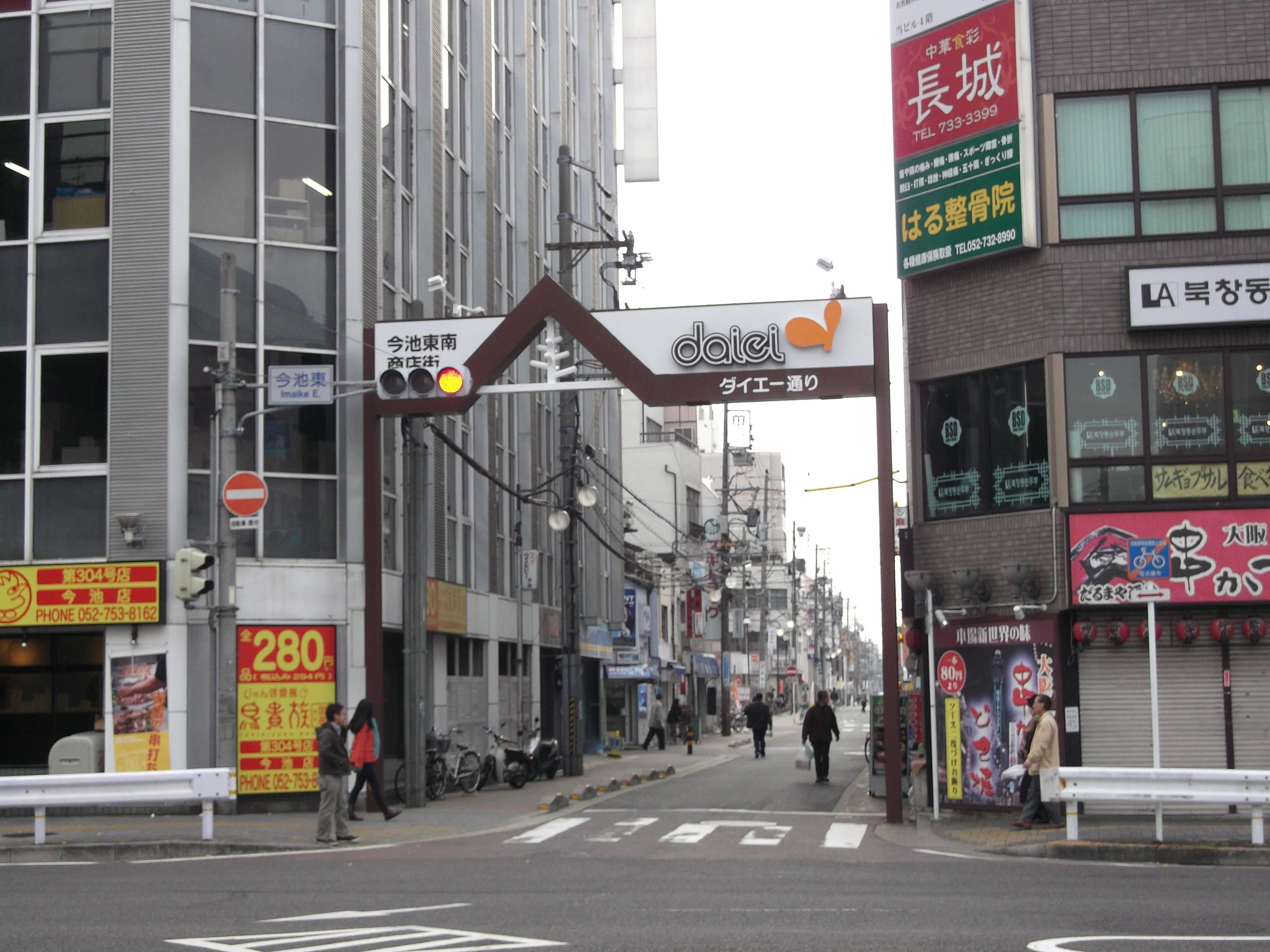
今池東南商店街
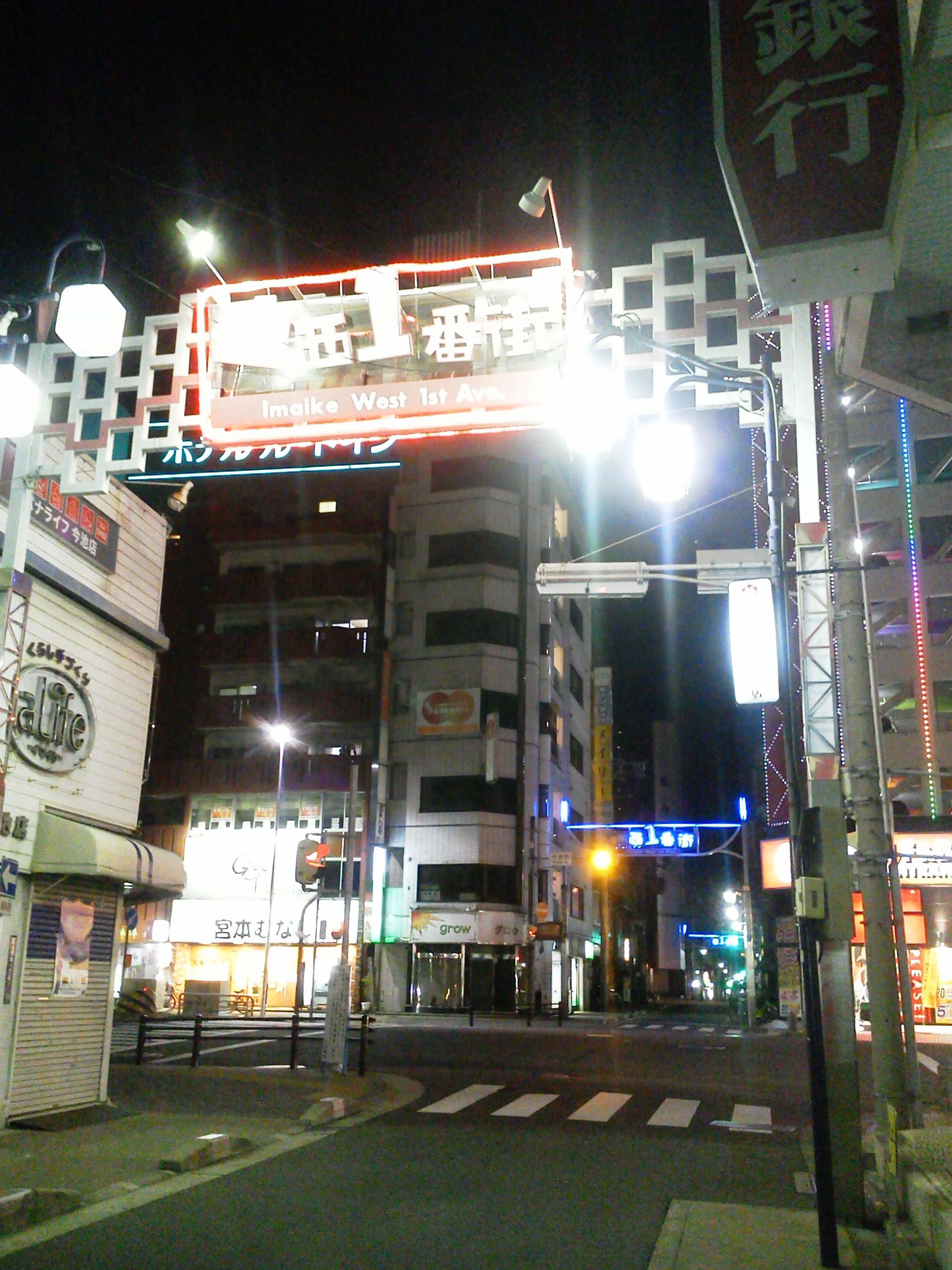
今西一番街
  - ザ・ダイソー今池店
- ドン・キホーテ今池店
- ナゴヤセンタープラザビル
  - りそな銀行今池支店
  - 三十三銀行今池支店
- 名古屋外語・ホテル・ブライダル専門学校
- 愛英幼稚園
- 市営新仲田荘

1977年（昭和52年）建設の名古屋市営住宅。9階建て、39戸。
- イオン今池店
- 今池東南商店街
- 今西一番街

## 今池を扱った作品

### 小説
- 名古屋・今池界隈 - 林礼子
- 今池電波聖ゴミマリア - 町井登志夫

### 楽曲
- 「今池音頭」 ‐ ザ・ピーナッツ
- 「ふりむかないで」 ‐ ハニー・ナイツ
- 「今池の女」 ‐ フラワーカンパニーズ
- 「今池の女」 ‐ B.S.R.

## その他

### 日本郵便
- 郵便番号 : 464-0850[WEB 2]（集配局：千種郵便局[WEB 12]）。